# ジェリー・リーバーとマイク・ストーラー
ジェリー・リーバー（Jerry Leiber、1933年4月25日 - 2011年8月22日） と、マイク・ストーラー（Mike Stoller、1933年3月13日 - ）は、アメリカのソングライターにして音楽プロデューサーのコンビ。
ストーラーが作曲でリーバーが作詞を担当。「リーバー＝ストーラー」と呼ぶ場合が多い。エルモ・グリック（Elmo Glick）という変名が使用されることもある。
最も有名な歌は「スタンド・バイ・ミー」「ハウンド・ドッグ」「監獄ロック」「ドント」「カンサス・シティ」「オン・ブロードウェイ」など。

## 概要
彼らの最初の成功は「ハウンド・ドッグ」「カンサス・シティ」などだった。1950年代後半、ザ・コースターズの諸作品で、ヒット曲を量産した。それらはティーンエイジャーたちのユーモラスな語法を用い、ロックンロールの歴史の一部になった。歌のスタイルは、十代の若者向きであった。「ヤング・ブラッド」「サーチン」（以上2曲はビートルズがカバーした）「ヤケティー・ヤック」などが作品例である。
彼らはブラック・ミュージックを白人の作曲家として取り入れた、最も初期の作曲家チームだった。1959年の「ゼア・ゴーズ・マイ・ベイビー」ではストリングスを導入し、ドリフターズの歌の情感を引き出し、フィル・スペクターに刺激を与えた（スペクターはドリフターズやベン・E・キングのレコーディングで彼らを手伝っていた）。
その後、レコード・ビジネスに参入し、ガール・グループ・サウンドに集中することでブリル・ビルディング時代の古典の数々を録音した。
また、エルヴィス・プレスリーのために「ラブ・ミー」「監獄ロック」「ラヴィング・ユー」「ドント」「キング・クレオール」などを書いた。
1985年「ソングライターの殿堂」、1987年ロックの殿堂入り。

## 略歴

### 初期
両者ともユダヤ系家族に生まれる。リーバーはメリーランド州ボルチモア、ストーラーはニューヨーク州ロングアイランド出身。1950年にロサンゼルスで出会った。ストーラーがロサンゼルス・シティー・カレッジの1年生で、リーバーがフェアファックス高校の3年生だった。ストーラーはベルモント高校を卒業していた。放課後ストーラーはピアノを弾き、リーバーはフェアファックス・アベニューの「ノーティーの店」というレコード店で働いていた。
彼らが出会ったとき、お互いにブルースとリズム・アンド・ブルースへの愛を共有していることがわかった。そして1950年（17歳）、ジミー・ウィザースプーンが彼らの最初の歌「Real Ugly Woman」を録音した。
最初のヒットは「ハード・タイムス」で、チャールズ・ブラウン が録音し、1952年にR&Bチャートでヒットになった。「カンサス・シティ」は初め「K. C. ラヴィング」としてR&B歌手リトル・ウィリー・リトルフィールドが録音し、ウィルバート・ハリスンのバージョンが1959年にポップ・チャートで1位となった。

### 「ハウンド・ドッグ」の成功
1952年、「ハウンド・ドッグ」を書き、ブルース歌手ビッグ・ママ・ソーントンが歌い、翌年ヒットした。1956年のエルヴィス・プレスリーのロック・バージョンは、ラスベガスのキャバレー歌手フレディー・ベルの1955年のバージョンをカバーしたものであり、宇宙的ヒットになった。そしてこのリーバー＝ストーラー作品は永遠にプレスリーのものとなった。
以降の彼らの作品の歌詞はポップ性を増し、リズム・アンド・ブルースとポップの歌詞の融合はポップ、ロックンロールに革命を起こした。

### スパーク・レコード設立
1953年、彼らの師匠であるレスター・シルとともに、スパーク・レコードを設立。この時期の作品には「スモーキー・ジョーズ・カフェ」「ライオット・イン・セル・ブロック#9」がありロビンズ（後のコースターズ）が録音した。
レーベルは後にアトランティック・レコードが買い、リーバー＝ストーラーは「他のレーベルで仕事してもいい」という革新的な契約で雇われた。結果として彼らは史上初の独立レコード・プロデューサーとなった。アトランティックで彼らはドリフターズのキャリアを復活させ、コースターズの一連のヒット「チャーリー・ブラウン」「サーチン」「ヤケティー・ヤック」、「スタンド・バイ・ミー」（ベン・E・キング）、「オン・ブロードウェイ」（ドリフターズ）などを書いた。コースターズ作品で全米チャートに現れたものだけでも24曲ある。
1955年に「ブラック・デニム・トラウザーズ・アンド・モーターサイクル・ブーツ」を白人ボーカル・グループ「チアーズ」で録音し、 直後にエディット・ピアフがフランス語のタイトル「L'Homme à la Moto」（『バイクの男 』）で同曲をカバーした。チアーズの別の曲「バズーム（アイ・ニード・ユア・ラヴィン）」のヨーロッパでの印税で1956年にストーラー夫妻はヨーロッパに旅行しピアフに会った。彼らがニューヨークに戻るとリーバーは「『ハウンド・ドッグ』がエルヴィス・プレスリーでヒットしたよ!!」と報告したが、ストーラーから「エルヴィス…だれ?」と返された。
彼らはプレスリーのため、さらにヒット曲を書いてゆき、プレスリー主演の3本の映画『さまよう青春』『監獄ロック』 『闇に響く声』の主題歌も書き、彼の最初のクリスマス・アルバムにロックンロールのクリスマス・ソング「サンタが町に来る」も書いた。

### 1960年代以降
1960年代初頭、フィル・スペクターがスタッフとして彼らの下で働き、ドリフターズ「オン・ブロードウェイ」などでギター・ソロを演奏しながらレコード・プロデューサーとして成長していった。
その後、アトランティック・レコードを去り、ユナイテッド・アーティスツ・レコードでジェイ・アンド・ヂ・アメリカンズ「シー・クライド」、エキサイターズ「テル・ヒム」、クローヴァーズ「ラブ・ポーションNo.9」などを録音した。
1960年代にレッド・バード・レコードを創設し、短期間所有し、シャングリラスの「リーダー・オブ・ザ・パック」（全米1位）、ディキシー・カップスの「愛のチャペル」（全米1位、作詞作曲はバリー＝グリニッチ＝スペクター）などを録音した。
レッド・バードを売ると、独立チームとして仕事を続けた。この時期の最大ヒットは1969年のペギー・リー「Is That All There Is?」で、グラミー賞をリーにもたらした。その前にリーとは「I'm a Woman」のヒットもある。
1972年、スティーラーズ・ホイールのデビュー・アルバムをプロデュース。翌年にシングルカットされた「スタック・イン・ザ・ミドル・ウィズ・ユー」は世界各国で大ヒットとなった。
1975年にはペギー・リーのアルバム『Mirrors』をプロデュースしている。同アルバムは30年後の2005年にリイシューされた。 Peggy Lee Sings Leiber and Stoller
また、同年にはプロコル・ハルムのアルバム『プロコルズ・ナインス』もプロデュースしている。

### その後
- 1970年代後半にA&Mレコードは彼らを雇い、エルキー・ブルックス（英語版）のアルバム『Two Days Away』(1977年)で作曲・プロデュースを担当させ、イギリスとヨーロッパで成功を収めた。「Pearl's A Singer」（Ralph DinoとJohn Sembelloが共作）はブルックスのヒット曲となり、今も彼女の代名詞的楽曲である。1979年にはもう一枚『Live and Learn』を彼女のためにプロデュースしている。

- 1978年、ジョアン・モリスとウィリアム・ボルコムはリーバー＝ストーラーの風変わりな「Let's Bring Back World War I」「Humphrey Bogart」を録音している[14]。

- 1982年、ドナルド・フェイゲンは「ルビー・ベイビー」を録音し、アルバム『ナイトフライ』に収録した。

- 同年、マイケル・マクドナルドは「I Keep Forgettin' (Every Time You're Near)」を録音し、それがリーバー＝ストーラーの「I Keep Forgettin'」に似ていたため、彼らの名前をクレジットした。

- アーティ・バトラーと協力してストーラーはミュージカル『The People in the Picture』の曲を書き、2011年のドラマ・デスク・アワードを受賞した。

- ジェリー・リーバーは、ロサンゼルスのシーダーズ・サイナイ・メディカル・センターで2011年8月22日に亡くなった[1] 彼には三人の息子Jed, Oliver,Jakeがいた。[15]。

- マイク・ストーラーは「Charlotte」を作詞作曲し、スティーヴ・タイレルが録音し、2012年民主党全国大会がノースカロライナ州シャーロットで開催される直前にリリースされた[16]。

## 受賞歴
彼らは1969年に「Is That All There Is?」でグラミー賞を受賞。
1996年に彼らの作品を集大成したブロードウェイでのレビュー『Smokey Joe's Cafe』のキャスト・アルバムで、7つのトニー賞にノミネートされ、レビューはブロードウェイ史上最長のロングランになった。
その他:
- 1985年 – ソングライターの殿堂（英語版）入り[17][18]
- 1987年 – ロックンロールの殿堂入り
- 1988年 – エルヴィス・プレスリーのレコード「ハウンド・ドッグ」がグラミーの殿堂入り
- 1991年 – 米国作曲家作詞家出版者協会設立者賞受賞
- 1994年 – ハリウッド・ウォーク・オブ・フェームの7083 Hollywood Blvd.に彼らの星が置かれ、Hollywood Rockwalk前に手形が置かれた。
- 1996年 – ナショナル・アカデミー・オブ・ソングライター（英語版）生涯功労賞受賞
- 1997年 – 著名アーティスト賞/ロサンゼルス・ミュージックセンター
- 1999年 – NARAS・グラミー理事会賞を受賞
- 2000年 – ジョニー・マーサー賞/国立ポピュラー音楽アカデミー
- 2000年 – アイヴァー・ノヴェロ賞国外作曲家部門受賞
- 2005年 – ASMAC会長賞受賞
- 2005年 – 「カンサス・シティ」がミズーリ州カンザスシティの公式の市歌となった
- 2005年 – 世界サウンドトラック賞/フランダース国際映画フェスティバル
- 2017年 – エルヴィス・プレスリーのレコード「監獄ロック」がグラミーの殿堂入り
- 2022年 – BMI アイコン賞受賞[19]

## 影響
1950年代にリズム・アンド・ブルースをメインストリームに持ち込んだ。
1957年にコースターズの両面ヒット「Young Blood/Searchin'」をリリースし、現代ポピュラー音楽のコースを決定づけた。
1959年にドリフターズの「There Goes My Baby」をプロデュースし、ストリングス・アレンジをポップスに導入し、ソウルミュージックへの布石を打った。
2009年、彼らの自伝『Hound Dog: The Leiber and Stoller Autobiography』（共著：David Ritz）が出版された。
今日、彼らの楽曲を管理しているのはソニーATVミュージックパブリッシングである。

## 主な作品
| - 「スタンド・バイ・ミー」 (ベン・E・キングとの共作) - 「ラブ・ポーションNo.9」（クローヴァーズ、サーチャーズ） - 「ゼア・ゴーズ・マイ・ベイビー」(ベン・E・キング、ラバー・パターソン、ジョージ・トレッドウィルとの共作) - 「ハウンド・ドッグ」 - 「カンサス・シティ」（ウィルバート・ハリスン） - 「スモーキー・ジョーズ・カフェ」（コースターズ） - 「ヤケティー・ヤック」（コースターズ） - 「ポイズン・アイヴィー」（コースターズ） - 「チャーリー・ブラウン」（コースターズ） - 「ルビー・ベイビー」（ドリフターズ） | - 「監獄ロック」（エルヴィス・プレスリー） - 「サーチン」 - 「ヤング・ブラッド」（ドク・ポーマスとの共作） - 「イズ・ザット・オール・ゼア・イズ?」 - 「アイム・ア・ウーマン」 - 「ラッキー・リップス」 - 「オン・ブロードウェイ」（バリー・マン & シンシア・ワイルとの共作） - 「スパニッシュ・ハーレム」（ジェリー・リーバーとフィル・スペクター制作） - 「ジャクソン」（ジェリー・リーバーとBilly Edd Wheeler制作） |